# Дидакны
Дидакны (лат. Didacna) — род солоноватоводных двустворчатых моллюсков семейства сердцевидок (Cardiidae), включающий 9 современных и более 80 ископаемых видов. Известен с позднего миоцена. Раковина округло-треугольная, овальная или округлая неправильно-четырёхугольная, твёрдостенная, с плоскими радиальными рёбрами и хорошо выраженным килевым перегибом. Современные представители являются эндемиками Каспийского моря. Они живут на песке, битой ракушке, смешанных твёрдых грунтах и ведут малоподвижный образ жизни. Зарываясь в грунт и выставляя наружу короткие и неподвижные сифоны, они питаются взвешенным в воде детритом, микроводорослями и личинками моллюсков. Поедаются рыбами.

## Описание
Раковина округло-треугольная, овальная или округлая неправильно-четырёхугольная, твёрдостенная, равностворчатая, неравносторонняя или почти равносторонняя. Макушка более или менее смещена вперёд или расположена по центру. Поверхность створок покрыта плоскими радиальными рёбрами, которые иногда выделены лишь цветом. Килевой перегиб чёткий, иногда резкий и выделенный острым ребром. Замок каждой створки состоит из 2 кардинальных зубов, один из которых может быть более или менее редуцирован. Латеральные зубы отсутствуют или рудиментарны. Лигамент наружный, расположен на нимфе (известковой пластинке) за макушкой раковины. Мускульных отпечатков два, почти равных. Мантийная линия цельная, синус отсутствует. На внутренней поверхности створок имеются борозды, соответствующие рёбрам и более хорошо выраженные на периферии.
Жабры сзади приросшие к спине. Ротовые лопасти широкие, треугольные. Нога угловато изогнутая, с тупой округлой пяткой. Сифоны короткие и неподвижные, их края покрыты мелкими сосочками.

### Отличия от других родов
Дидакны отличаются от других представителей подсемейства Lymnocardiinae наличием хорошо развитых кардинальных зубов, редукцией латеральных зубов, цельной мантийной линией, уплощёнными рёбрами и хорошо выраженным килевым перегибом. У представителей рода Monodacna есть мантийный синус, а килевой перегиб отсутствует. У ископаемых Didacnoides и Turcmena также имеется мантийный синус, а рёбра не настолько уплощённые как у Didacna. Моллюски ископаемого рода Pontalmyra имеют менее уплощённые рёбра и более развитые латеральные зубы по сравнению с дидакнами.

## Распространение
Современные представители рода являются эндемиками Каспийского моря, и большинство из них распространены только в его средней и южной частях. Didacna trigonoides также встречается в Северном Каспии, а Didacna barbotdemarnii и Didacna longipes — на юге Северного Каспия.

## Экология
Представители рода обитают в водах с солёностью 3—14 ‰. Большинство из них приурочены к мезогалинным водам (солёность выше 5 ‰), кроме Didacna trigonoides, которая может проникать в олигогалинные районы (солёность ниже 5 ‰). Одни виды живут на глубинах от 0 до 35—50 м, другие — проникают глубже 70 м. Didacna profundicola, распространённая на глубинах 75—409 м, считается одним из немногих глубоководных организмов Каспийского моря.
Дидакны живут на песке, битой ракушке, смешанных твёрдых грунтах и ведут малоподвижный образ жизни. Взрослые особи наполовину зарываются в грунт. Молодые моллюски зарываются почти полностью, выставляя на поверхность небольшую часть раковины. Сифоны при зарывании всегда направлены вверх. Будучи фильтраторами, представители рода питаются взвешенным в воде детритом, микроводорослями и личинками моллюсков. Часто дидакны обитают совместно с двустворчатыми моллюсками родов Adacna и Dreissena, а также с Cerastoderma glaucum и интродуцированным Mytilaster minimus.
Дидакны поедаются осетровыми, воблой (Rutilus caspicus), лещом (Abramis brama), бычками и пуголовками.

## Эволюция
Ископаемые находки, относимые к роду Didacna, известны из отложений позднего миоцена в Италии, из плиоцена Испании и конца раннего и среднего плейстоцена Греции. Раковины дидакн из отложений раннего плейстоцена на юго-западе Турции датируются возрастом 1,8 млн лет.
Около 900 тысяч лет назад на рубеже эоплейстоцена и неоплейстоцена дидакны возникли в Черноморско-Азовского бассейне и в Каспийском регионе. В ископаемом состоянии они также известны из Манычской депрессии, на месте которой неоднократно возникал пролив, по которому каспийские моллюски мигрировали в Чёрное море. Самым древним представителем рода в Каспии считается Didacna parvula, а в Чёрном море — Didacna guriensis. В Каспийском море в течение неоплейстоцена видовой состав дидакн неоднократо менялся и они являлись основной группой двустворчатых моллюсков, в то время как в Азовском и Чёрном морях их видовое разнообразие было ниже. К началу позднего плейстоцена черноморские представители рода сохранились только в прибрежных лагунах, эстуариях крупных рек, опреснённых приустьевых районах и вымерли в конце позднего плейстоцена. Современный видовой состав рода в Каспийском море сформировался около 7 тысяч лет назад.
Имеется несколько версий о происхождении черноморских и каспийских дидакн. Согласно одной из них, представители рода возникли в черноморском регионе во время раннего плейстоцена и мигрировали в Каспийское море. Их предковыми формами могли быть моллюски ископаемого рода Tschaudia, которые в свою очередь происходят от видов позднего миоцена. Другая версия предполагает, что дидакны возникли в Каспии и их предками были представители рода Didacnoides, которые в свою очередь происходят от рода Cerastoderma. Ещё одним предковым родом может быть Pontalmyra, раковины которого очень сходны с Didacnoides. Не исключается возможность, что род Didacna может быть полифилетичен и включает виды как черноморского, так и каспийского происхождения.

## Угрозы и охранный статус
Начиная с XX века эндемичные моллюски Каспийского моря находятся под угрозой из-за появления инвазивных видов. Во многих местах, где бо́льшую часть бентоса ранее составляли каспийские моллюски, в настоящее время по численности доминирует вселенец Cerastoderma glaucum, попавший в Каспий в раннем голоцене, а также черноморские Abra segmentum и Mytilaster minimus, завезённые в море в XX веке. Морской жёлудь Amphibalanus improvisus и мшанка Conopeum seurati, проникшие в Каспий из Чёрного моря через Волго-Донской канал в середине XX века, могут прикреплятся к раковинам дидакн и образовывать на них крупные скопления, что, по-видимому, негативно влияет на моллюсков. Другим угрожающим фактором для каспийских моллюсков является антропогенное загрязнение моря нефтепродуктами, пестицидами и тяжёлыми металлами.
Природоохранные статусы представителей рода Didacna не установлены. В исследованиях Ф. Весселинга и соавторов в 2000-х и 2010-х годах были найдены живые экземпляры Didacna trigonoides, Didacna barbotdemarnii и Didacna longipes, а также свежие раковины Didacna profundicola, Didacna baeri, Didacna parallella и Didacna protracta.

## Систематика
Род Didacna был описан русским естествоиспытателем и палеонтологом Эдуардом Ивановичем Эйхвальдом в 1838 году. В его состав автор включил ранее описанные виды Cardium trigonoides и Cardium crassum. По последующему обозначению типовым видом рода является Didacna trigonoides.
Молекулярные исследования Didacna trigonoides, Monodacna colorata и Cerastoderma glaucum показали, что роды Didacna и Monodacna формируют монофилетическую группу — подсемейство Lymnocardiinae. Включение Cerastoderma делает эту группу не монофилетической, и данный род должен быть перенесён в подсемейство Cardiinae.